# Hard Disk 20

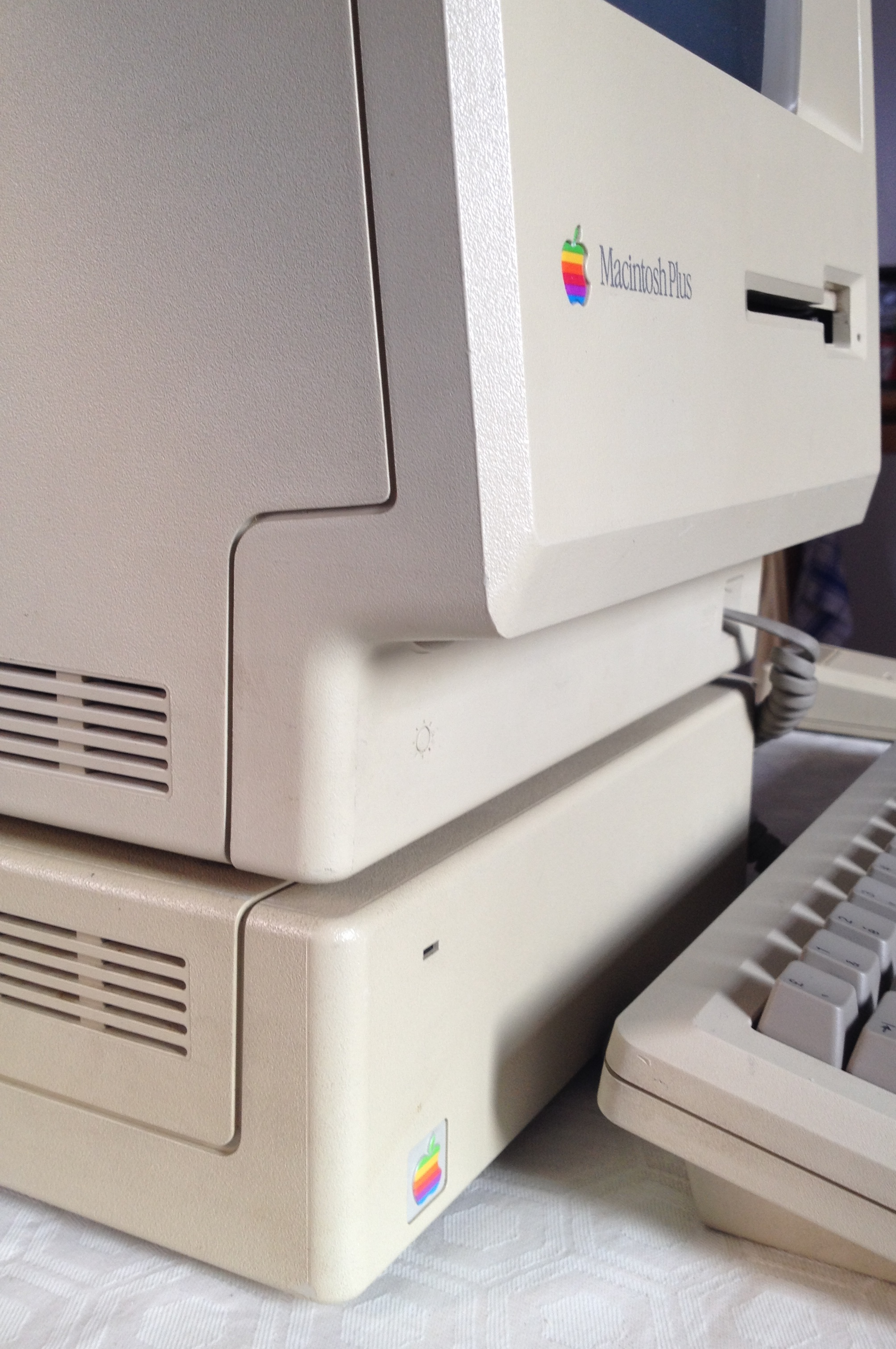
Un Hard Disk 20 sous un Macintosh Plus.

 Le Hard Disk 20 ou Macintosh Hard Disk 20 (aussi nommé Apple Hard Disk 20) était un disque dur créé et commercialisé par Apple Computer Inc. à partir de l'automne 1985. Ce disque dur est le second proposé par Apple après le ProFile (en) de l'Apple III et du Lisa. D'une capacité de 20 Mo, il était destiné aux Macintosh contemporains de cette époque : le Macintosh 512K et Macintosh 512Ke (septembre 1984 et avril 1986) et Macintosh Plus (janvier 1986). Cependant, il ne fonctionnait pas sur le premier Macintosh, le Macintosh 128K (janvier 1984) principalement pour des raisons de manque de RAM. 
Le Macintosh Hard Disk 20 utilisait un disque dur de 3,5" de marque Rodime (en) adossé à une alimentation créée par Apple. Il se connectait via un connecteur de type DB-19.
Les 20 Mo offerts par ce disque dur permettaient de stocker l'équivalent du contenu de 50 disquettes de 3,5" et cela évitait les chargements incessant de disquettes entre le système, les logiciels et les données. Après installation d'un système 6.0.3 par exemple, il restait environ 18 Mo de place utile pour les logiciels et les données. Il était livré avec une disquette de démarrage (contenant un système minimal), le Hard Disk 20 startup disk, qui permettait de formater le disque et de le tester.
Sur le plan du design, Le Macintosh Hard Disk 20 se plaçait dans la ligne des Macintosh dits "beiges" (128K, 512K et Plus avant 1987 qui sont de couleur Pantone 453) et venait s'intégrer parfaitement sous la base des Macintosh.

## Caractéristiques
- Volume : 20 Mo (20.769.280 bytes)
- Temps de démarrage : 15 s
- Temps d'arrêt : 25 s
- Vitesse de transfert : 500 Kio/s
- Connexion : DB-19
- Poids : 3,2 kg
- Dimension : 26,6 cm x 24,6 cm x 7,8 cm
- Couleur : beige (Pantone 453)

## Liens
- Photos et caractéristiques techniques : http://shrineofapple.com/blog/2011/01/04/macintoshharddisk20/
- Manuel d'origine : http://www.vintagemacworld.com/manuals.html